# Campionat del Món de Trial 2025
|  | Per al campionat del món en pista coberta d'aquest any, vegeu Campionat del Món de X-Trial 2025 |

La temporada de 2025 del Campionat del Món de trial és la 51a edició d'aquest campionat, organitzat per la FIM. El calendari oficial consta de 14 proves puntuables, a celebrar entre el 5 d'abril i el 7 de setembre.
La temporada va començar amb emoció en guanyar Jaime Busto la segona ronda, a Espanya, cosa que el va situar molt a prop de Toni Bou al capdavant de la classificació provisional. Tanmateix, a partir de la següent ronda a Portugal, Bou va encadenar nou victòries seguides que el situaren a tocar del seu dinovè títol mundial a l'aire lliure. A manca de tres rondes per al final del campionat, al català li calien només 5 punts per a proclamar-se campió. La victòria del seu company d'equip, Gabriel Marcelli, a la ronda següent dels Estats Units (la primera victòria del gallec al mundial) va endarrerir la consecució del títol de Bou, que haurà d'esperar a les dues rondes finals (el cap de setmana del 6 i 7 de setembre a Gran Bretanya), on li calen només 3 punts per a aconseguir-ho.

## Sistema de puntuació
Barem de puntuació a partir de 1984:
| Posició | 1  | 2  | 3  | 4  | 5  | 6  | 7 | 8 | 9 | 10 | 11 | 12 | 13 | 14 | 15 |
| Punts   | 20 | 17 | 15 | 13 | 11 | 10 | 9 | 8 | 7 | 6  | 5  | 4  | 3  | 2  | 1  |

A partir del 2025, aquest barem de puntuació s'aplica a cada volta (anomenada des d'aleshores "Race" 'cursa') de la prova puntuable, en comptes de al resultat global de la prova. Per tant, com que cada prova consta de dues voltes, si el pilot aconsegueix la penalització més baixa a totes dues voltes obté ara 40 punts (20+20), mentre que fins al 2024, aquest pilot n'hagués obtingut 20. Consegüentment, les puntuacions finals dels pilots a la classificació del campionat s'han pràcticament duplicat.

## Calendari
Fonts:
| Ronda | Data          | Gran Premi    | Lloc             | Guanyador        |
| ----- | ------------- | ------------- | ---------------- | ---------------- |
| 1     | 5 d'abril     | Espanya       | Benahavís        | Toni Bou         |
| 2     | 6 d'abril     | Espanya       | Benahavís        | Jaime Busto      |
| 3     | 12 d'abril    | Portugal      | Viana do Castelo | Toni Bou         |
| 4     | 13 d'abril    | Portugal      | Viana do Castelo | Toni Bou         |
| 5     | 17 de maig    | Japó          | Twin Ring Motegi | Toni Bou         |
| 6     | 18 de maig    | Japó          | Twin Ring Motegi | Toni Bou         |
| 7     | 31 de maig    | França        | Calvi            | Toni Bou         |
| 8     | 1 de juny     | França        | Calvi            | Toni Bou         |
| 9     | 7 de juny     | San Marino    | Baldasserona     | Toni Bou         |
| 10    | 8 de juny     | San Marino    | Baldasserona     | Toni Bou         |
| 11    | 12 de juliol  | Estats Units  | Exeter           | Toni Bou         |
| 12    | 13 de juliol  | Estats Units  | Exeter           | Gabriel Marcelli |
| 13    | 6 de setembre | Gran Bretanya | Geddington       |                  |
| 14    | 7 de setembre | Gran Bretanya | Geddington       |                  |

1. ↑  A Borgo Maggiore

## Classificació provisional
A 14 de juliol de 2025
| Posició | Pilot             | Motocicleta | Punts |
| ------- | ----------------- | ----------- | ----- |
| 1       | Toni Bou          | Montesa     | 475   |
| 2       | Jaime Busto       | Gas Gas     | 396   |
| 3       | Gabriel Marcelli  | Montesa     | 364   |
| 4       | Matteo Grattarola | Beta        | 298   |
| 5       | Aniol Gelabert    | TRRS        | 258   |
| 6       | Jack Peace        | Sherco      | 257   |
| 7       | Àlex Canales      | Montesa     | 209   |
| 8       | Hugo Dufrese      | Beta        | 163   |
| 9       | Pablo Suárez      | Montesa     | 132   |
| 10      | Jorge Casales     | Honda       | 44    |